# Глина (река)
Глина је река на Кордуну и Банији. Глина тече кроз Хрватску, а малим делом и границом Хрватске и Босне и Херцеговине.
Извире на простору општине Слуњ и тече према североистоку кроз Топуско и град Глину. Двадесетак километара од града Глине улива се у реку Купу. Река има знатан водени потенцијал нарочити после уливања речице Маје након проласка кроз град Глину.